# Agan
L'Agan (in russo Аган?) è un fiume della Russia, nella Siberia occidentale, affluente di sinistra del Trom"egan. Scorre nel Nižnevartovskij e nel Surgutskij rajon del Circondario autonomo degli Chanty-Mansi-Jugra (Oblast' di Tjumen').
Mappato per la prima volta con questo nome nel XIX secolo, il suo nome è una modifica russa del toponimo chanti ëchan ("fiume"). Secondo le credenze dei popoli locali (Nenci e Chanti), il nome è associato alla dea Agan, la "Grande Donna", protettrice degli abitanti del fiume.

## Descrizione
L'Agan ha origine dai laghi Mensavėmtor (озера Менсавэмтор), sul versante meridionale degli Uvali siberiani e sfocia nel Trom"egan solo 17 km prima che questi confluisca nell'Ob'. La larghezza dei fiumi Agan e Trom"egan alla confluenza è approssimativamente paragonabile e talvolta la sezione inferiore del Trom"egan è attribuita all'Agan che viene considerato come tributario diretto dell'Ob'.
La lunghezza del fiume è di 544 km, l'area del suo bacino è di 32 200 km². La portata media annua del fiume, presso il villaggio di Agan a 87 km dalla foce, è di 274.65 m³/s.
Il bacino si trova nella parte centrale della bassopiano della Siberia occidentale, per la maggior parte è pianeggiante e paludoso: i sistemi di paludi lacustri ne occupano il 40% dell'area. Il bacino della sponda destra è due volte più grande di quello della sponda sinistra.
Il maggiori affluenti dell'Agan (ambedue da destra) sono il Vat'ëgan (Ватьёган), lungo 296 km, e l'Amputa (Ампута), lungo 181 km. Il fiume congela da fine novembre sino a maggio).
Sulla riva sinistra dell'Agan, tra gli affluenti Von-Gun-Ëgan e Entl'-Gun-Ëgan, è stata creata la riserva Agan (127 000 ha) per preservare gli habitat degli animali da pelliccia: zibellino, scoiattolo, topo muschiato, orso bruno.

## Economia
I rajon di Surgut e Nižnevartovsk lungo i quali scorre l'Agan sono i territori economicamente più sviluppati dell'okrug di Chanti-Mansi. La vita delle città è principalmente legata allo sviluppo di giacimenti di petrolio e gas situati nella valle e nel bacino fluviale.
Lungo il corso del fiume si trovano i villaggi di Agan, Novoagansk, Vat'ëgan, e la città di Radužnyj e Pokači (alla confluenza del fiume Vat'ëgan). La navigazione è irregolare, dalla foce a Radužnyj (335 km), e il fiume viene utilizzato per la consegna di merci all'interno.